# بامبادروميس
رَكّاض البمبة (التسمية الثنائية:†Pampadromaeus) هو جنس منقرض من الديناصورات القاعدية يتبع فصيلة عظايا غوايبا من رتبة شبيهات عظائيات الأرجل.